# Pol Mara

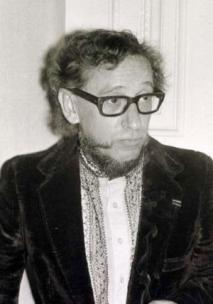
Pol Mara, kunstschilder, tekenaar en lithograaf

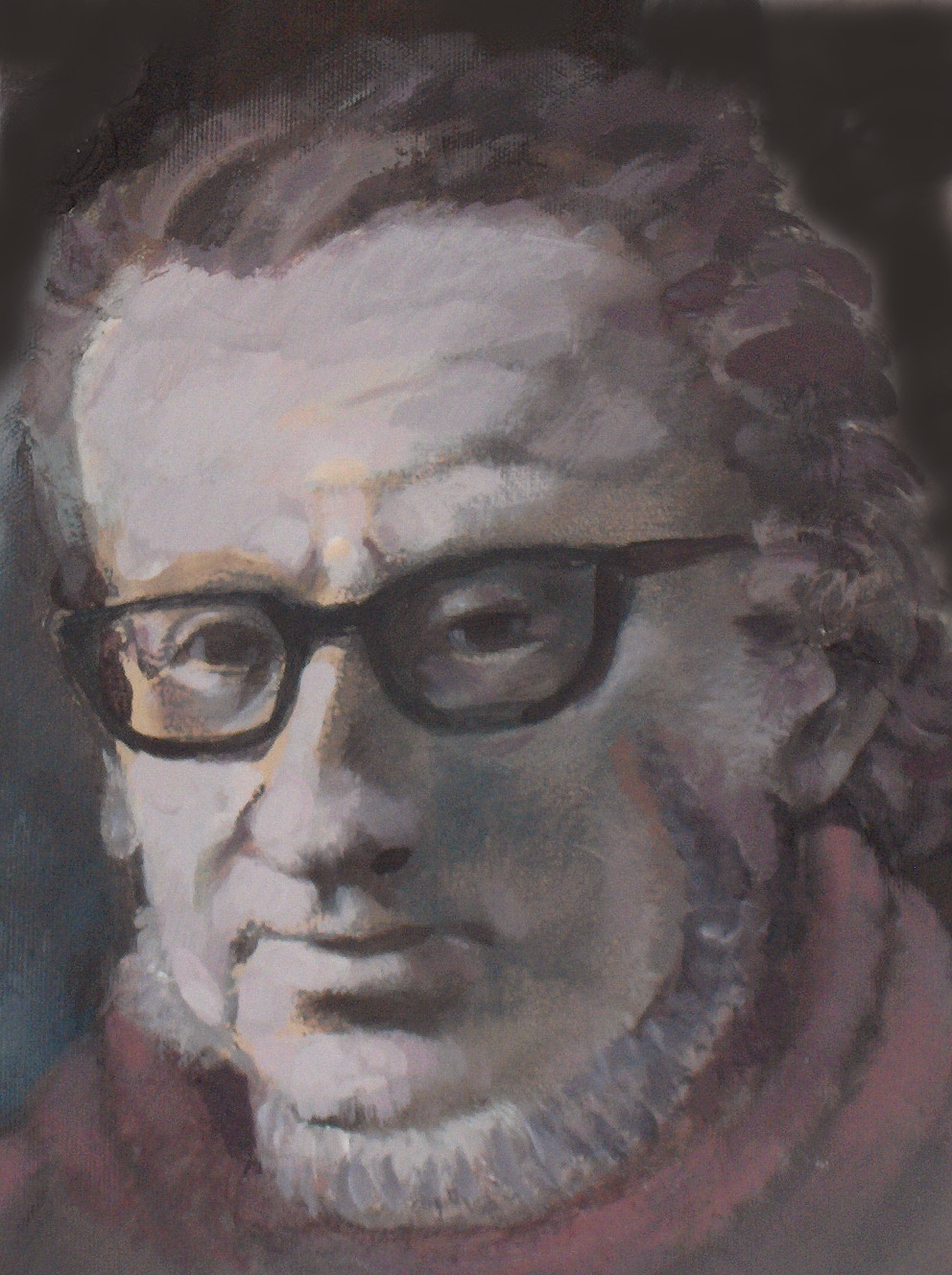
Portret van Pol Mara door Willy Bosschem (1985)

Pol Mara (Antwerpen, 8 december 1920 – Antwerpen, 10 februari 1998), pseudoniem voor Leopold Leysen, was een Belgisch kunstschilder, tekenaar en lithograaf.  Zijn werk  geniet over de hele wereld bekendheid.

## Biografie
Pol Mara startte zijn opleiding in 1935 aan de Koninklijke Academie voor Schone Kunsten in Antwerpen. Van 1941 tot 1948 zette hij zijn opleiding voort aan het Nationaal Hoger Instituut voor Schone Kunsten. Hij werd nadien grafisch ontwerper bij Janssen Pharmaceutica.
In het begin van zijn carrière werkte hij surrealistisch schilder om daarna over te gaan naar de lyrische abstractie in de jaren vijftig. Met generatiegenoten als Paul Van Hoeydonck, Mark Verstockt, Filip Tas en Dan Vanseveren richtte hij in 1958 de Antwerpse avant-gardegroep G-58 Hessenhuis op. Hij tekende en schilderde toen figuurtjes met ronde hoofdjes in een vlekkerige wereld waarin uiteindelijk de vlekken de macht overnemen.
In de jaren zestig introduceerde Pol Mara fotorealistische elementen in zijn werk, waarbij hij aansloot bij de opkomende massacommunicatie door in zijn werken elementen te verweven uit de wereld van televisie, film en geïllustreerde tijdschriften. Daarmee waagde hij zich in het spoor van Robert Rauschenberg op het terrein van de popart. Pol Mara schilderde een droomwereld, waarin mooie, jonge vrouwen voorkomen, vaak in een lichte onderkleding. Zijn figuren vertonen dan ook verwantschap met de wereld van de modebladen en de reclame. Hij schilderde het portret van Chanel model Patricia van Ryckeghem. Met deze zuivere, esthetische wereld wilde Pol Mara protesteren tegen al het onrecht en het lelijke in onze samenleving.
In 1974 bracht hij muurschilderingen aan in het metrostation "Montgomery" in Brussel.
Pol Mara had lange tijd een atelier in Borgerhout. Hij verbleef sinds 1972, mede om gezondheidsredenen, in Gordes in de Provence, Frankrijk. Daar bevindt zich nog het Musée Pol Mara in het kasteel van Gordes, waar permanent 200 werken van Pol Mara worden tentoongesteld.
Pol Mara was zeer reislustig en trok de ganse wereld rond, veelal in functie van tentoonstellingen of behaalde prijzen. Hij bezocht en exposeerde in nagenoeg alle continenten.

## Onderscheidingen

### Artistieke
De kwaliteit van zijn werk werd algemeen geprezen en hij ontving dan ook tal van onderscheidingen:
- 1955: Prijs "Jonge Belgische Schilderkunst"
- 1967: Laureaat "Prijs van de Kritiek" door Belgische Vereniging van Kunstcritici.
- 1969: "Prijs van de Moderne Kunst" ter gelegenheid van Grafiekbiënnale in Tokio, Japan
- 1974: Internationale Prijs Diano Martina, Italië
- 1979: prijs in Barcelona, Spanje ter gelegenheid van de Biënnale "Sport in de Kunst"
- 1984: "Prijs voor de Artistieke Carrière" van de Vlaamse Gemeenschap

### Burgerlijke

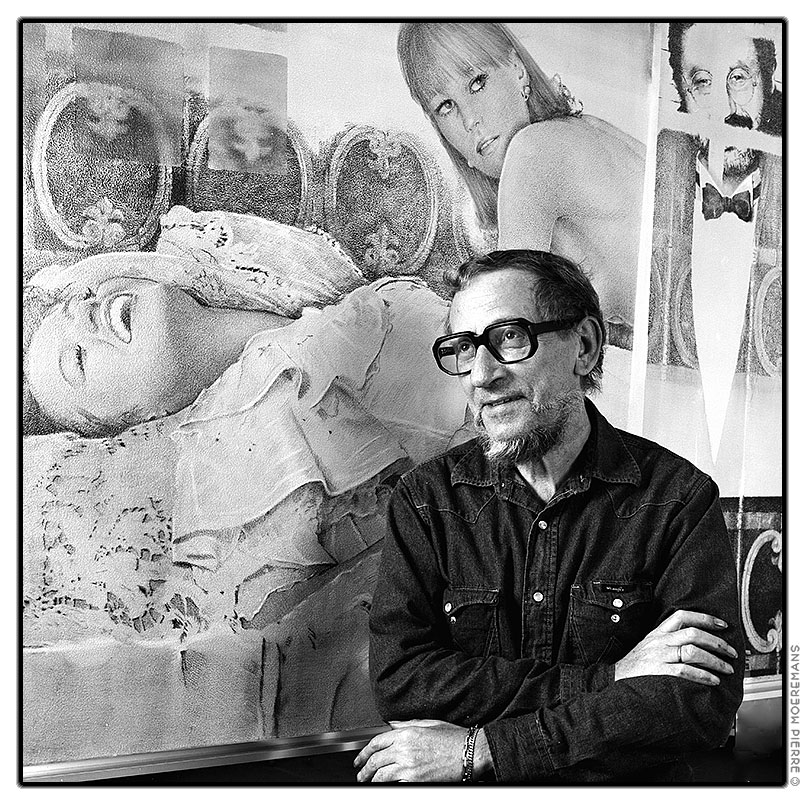
Portret in atelier door Pierre Moeremans ©

- Portret in atelier door Pierre Moeremans ©1962: Ridder in de Kroonorde, België
- 1971: Ridder in de Leopoldsorde, België
- 1982: Officier in de Orde van Leopold II, België
- 1990: Ereburger van Gordes, Frankrijk
- 1990: Officier in de Kroonorde, België

Pol Mara vertegenwoordigde Vlaanderen ook als Vlaams Cultureel Ambassadeur.

## Voornaamste tentoonstellingen
- 1965: New York, VS
- 1979 en 1992: Kruishoutem, België, in de Stichting Veranneman
- 1982: San Diego, VS
- 1987: Valparaiso Chili
- 1993: Seoel, Zuid-Korea
- 1990: Retrospectieve tentoonstelling onder meer in het Gemeentehuis van Borgerhout, België
- 1996: opening van het Musée Pol Mara in het Kasteel van Gordes, Frankrijk

## Trivia
- Zijn schuilnaam, Pol Mara, zou een acroniem zijn van Pour Oublier Laideur Métamorphoses Amour Rêve Amitié: Gedaantewisselingen, liefde, droom, vriendschap, om de lelijkheid te vergeten.
- In 1968, 1975, 1992 en 1995 worden Belgische postzegels uitgegeven met reproducties van zijn werken.
- Pol Mara vertoont een verbluffende gelijkenis met Woody Allen. Uiteraard bracht dat vooral in de Verenigde Staten nogal wat verwarring, toen ze elkaar in 1981 in Manhattan ontmoetten.

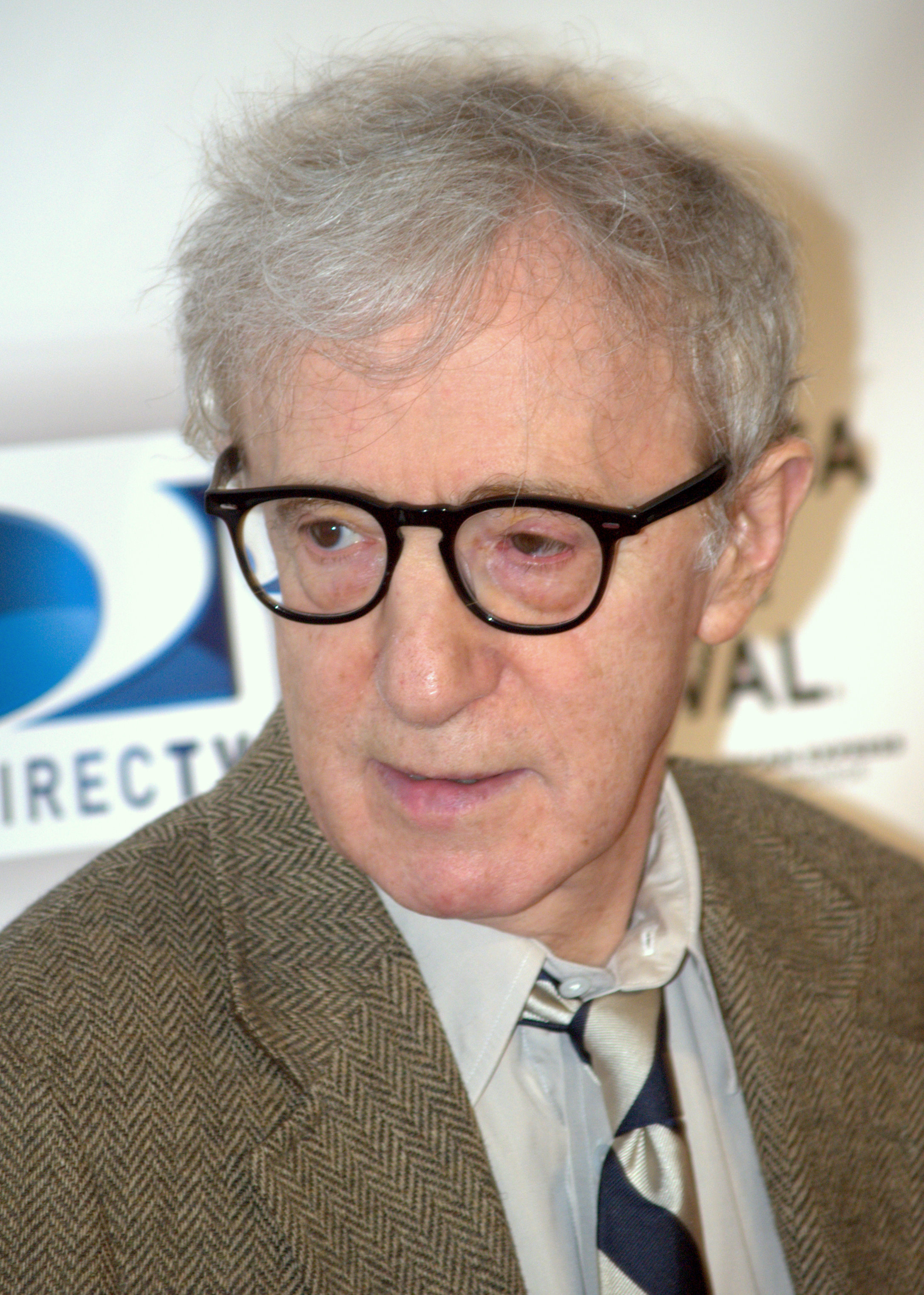
Woody Allen
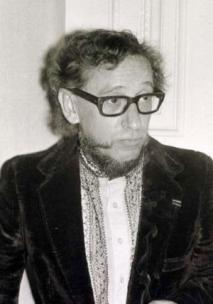
Pol Mara

## Geselecteerde werken

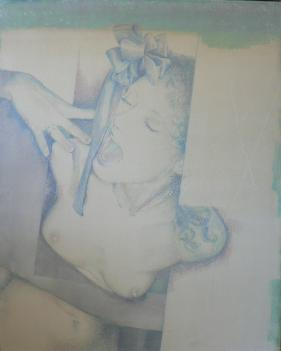
Caresse
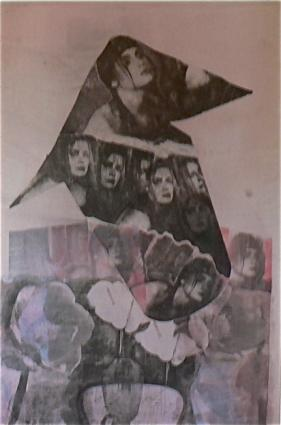
Fiorie
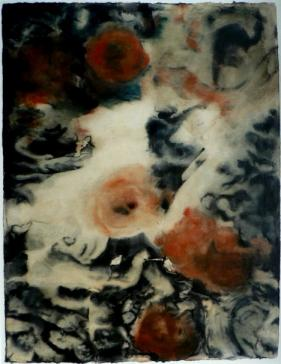
Origineel Abstract
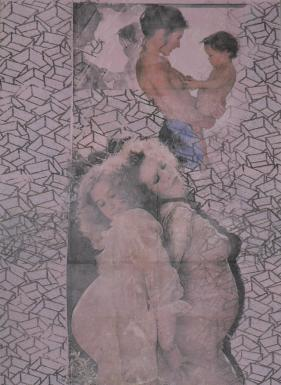
Geometrisch Moederschap